# Owner of a Lonely Heart
Singles de Yes
Into the Lens
(1980) Leave It
(1984)
Owner of a Lonely Heart est une chanson du groupe de britannique de rock progressif Yes parue en 1983, extraite de l'album 90125. 
Le single est le premier numéro un du groupe au Billboard Hot 100 aux États-Unis et atteint également le top 10 dans plusieurs pays européens. En France, le titre a atteint la 6e place du classement. 
C'est d'abord et avant tout une composition du guitariste Trevor Rabin qui en a l'idée générale, on peut en entendre une première version sur son album démo, 90124 paru en 2003. Par la suite, le chanteur Jon Anderson s'étant joint au groupe qui devait s'appeler originellement Cinema, il en modifie les paroles afin qu'elles s'adaptent mieux à sa personnalité. Le producteur Trevor Horn et  le bassiste Chris Squire participent à l'élaboration de la chanson qui est le seul numéro un du groupe aux États-Unis.

## Musiciens
- Jon Anderson : chant
- Trevor Rabin : guitare, claviers, chant, chœurs
- Chris Squire : basse, chœurs
- Tony Kaye : claviers
- Alan White : batterie

## Utilisation
On entend la chanson plusieurs fois dans l'épisode 3 de la saison 1 de la série Dead Boy Detectives.

## Reprise
Le groupe Yoso, formé de Bobby Kimball, Billy Sherwood et Tony Kaye, reprend la chanson en concert en 2009 et 2010, et sur son album live Elements (2010).